# بوئینگ ایکس‌اف۸بی
بوئینگ ایکس‌اف۸بی (به انگلیسی: Boeing XF8B) یک هواپیمای ساختِ بوئینگ در کشور ایالات متحده آمریکا است. نخستین استفاده‌کنندهٔ این هواپیما نیروی دریایی ایالات متحده آمریکا بوده‌است. این هواپیما در ۲۷ نوامبر ۱۹۴۴ میلادی نخستین پرواز خود را انجام داد.